# Schloss Angerburg
Koordinaten: 54° 12′ 37,3″ N, 21° 44′ 28,4″ O

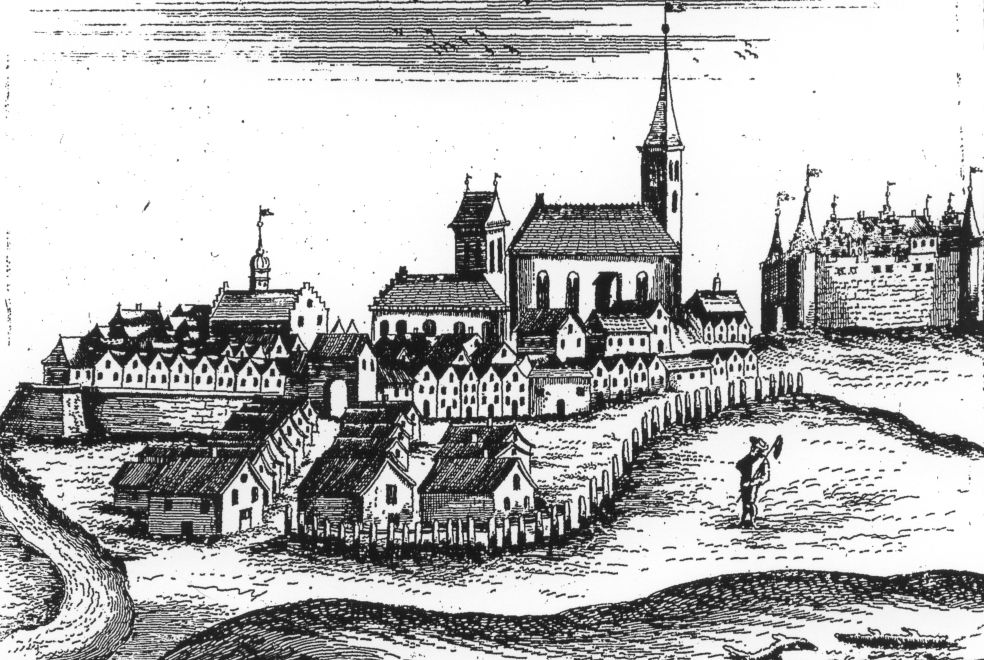
Ansicht von Angerburg 1684 (Christoph Hartknoch), das Schloss befindet sich am rechten Bildrand

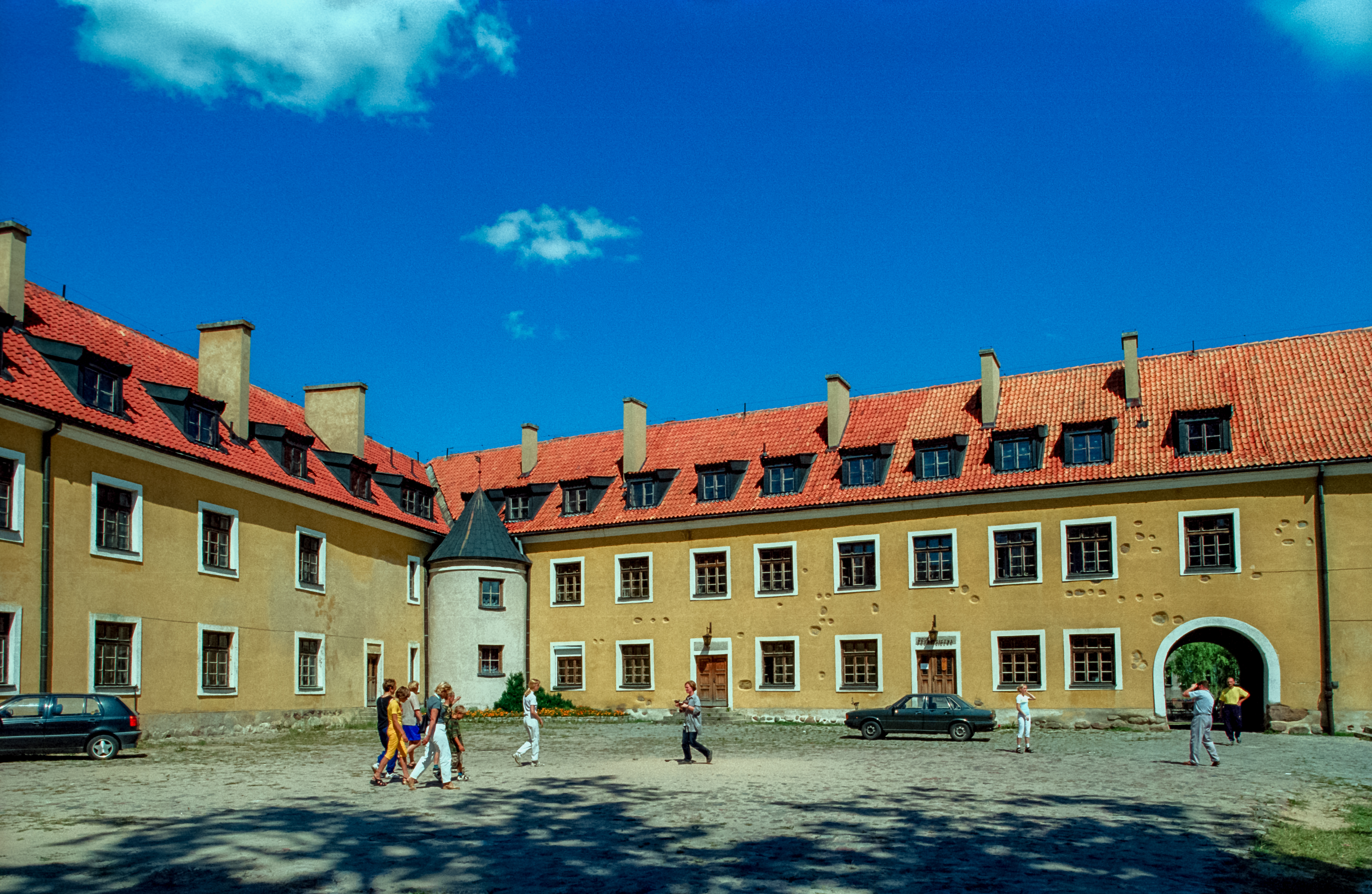
Innenhof des Schlosses

Das Schloss Angerburg (poln.: Zamek w Węgorzewie) ist das älteste Gebäude der Stadt Angerburg (poln. Węgorzewo) und wurde 1398 als Deutschordensburg erbaut. Eine vorherige hölzerne Befestigung war 1335 errichtet und 1368 durch Litauer zerstört worden. Im Jahr 1469 ging die Burg an Anselm und Hans von Tettau. 
Im 17. Jahrhundert erfolgte ein Umbau der Burg, von welchem etwa der Treppenturm im Hof stammt. Ab 1839 war die umgebaute Burg als Gerichtsgebäude (für das Land- und Stadtgericht Angerburg, ab 1849 für das Kreisgericht Angerburg und ab 1879 für das Amtsgericht Angerburg) und als Gefängnis in Verwendung.
Im Jahr 1945 wurde fast die gesamte Inneneinrichtung durch die Rote Armee zerstört und fiel einem Brand zum Opfer. Die Mauern überstanden den Zweiten Weltkrieg jedoch fast ohne Schäden. 
In den 1970er Jahren wurde das Schloss umgebaut. Es befanden sich nun eine Bibliothek, die Stadtverwaltung und das Standesamt in dem Gebäude. Nach dem Ende des Kommunismus wurde das Schloss in private Hände verkauft. Zurzeit befindet sich das Schloss im Besitz privater Investoren aus Warschau und ist nicht für Besichtigungen zugänglich.

## Anlage
Die Burg gehört zu den späten Burgenbauten des Deutschen Ordens, angelegt auf einer Flussinsel in der Angerapp. Die Burg zählt zu den wenigen Deutschordensburgen mit unregelmäßigem Grundriss. Die beiden Flügel der Burg sind schlicht gestaltet.